# Морозова Вероніка Януарівна
Вероніка Януарівна Морозова (Вероніка Гладка; 1890, с. Андрушівка — 10 жовтня 1966, Житомир, УРСР) — українська поетеса (відома під псевдонімом Вероніка Морозівна) і перекладачка.

## Біографія
Народилася в Андрушівці, в сім'ї волосного писаря. Мала сестру, Людмилу (1887—1952), що також стала поетесою під псевдонімами Людмила Волошка, Л. Козачка.
Закінчила Житомирську гімназію (1908), працювала в статистичному відділі Волинського губернського земства. Вірші почала писати ще під час навчання в гімназії.
Літературна діяльність зблизила Вероніку Морозову з плеядою молодих талановитих авторів, один з яких — поет і мовознавець Микола Гладкий — в 1912 році став її чоловіком.
Гладка (Морозова) друкувалась в журналі «Рідний край», антології «Українська музика» та інших.
У 1937 році, після репресії чоловіка повернулась до Андрушівки.
В радянський час відоміша як перекладачка. Переклала українською твори Джека Лондона («Міжзоряний мандрівник», «Брехун Нам — Бок»), Г. Веллса, К. Гамсуна, Г. Ібсена та інших.
У роки німецько-радянської війни знаходилась в евакуації, а після закінчення війни знову оселилась в Андрушівці.
Близько двадцяти років працювала інспекторкою районного фінансового відділу. 
Померла в забутті 10 жовтня 1966 року в Житомирському будинку для престарілих.